# Lautaro Chávez
Lautaro Chávez (Lavalle, 17 de enero de 2001) es un futbolista profesional argentino que juega como extremo o mediocampista ofensivo en Aldosivi de Mar Del Plata.

## Trayectoria
Chávez inició su carrera profesional en la ciudad de La Plata con Gimnasia y Esgrima, por quien fichó en 2015.
Hizo su primera aparición con el club de Primera División el 9 de marzo de 2018 contra Banfield, fue sustituido durante los últimos siete minutos después de haber sido suplente no utilizado en partidos anteriores con Estudiantes de La Plata y San Lorenzo . Estuvo convocado al primer equipo contra San Martín cuando Gimnasia y Esgrima quedó en el puesto vigésimo tercero en 2017-18 con Darío Ortiz.
Múltiples lesiones lo han mantenido relegado de la consideración de los directores técnicos de turno.

## Selección nacional
Chávez recibió una convocatoria de la Selección Argentina Sub-20 en julio de 2019 para el Torneo Internacional de L'Alcúdia en España.

## Clubes
| Club                        | País      | Año         |
| --------------------------- | --------- | ----------- |
| Gimnasia y Esgrima La Plata | Argentina | 2018 - Act. |

## Estadísticas
Actualizado al 21 de septiembre de 2022 (según transfermarkt.com.ar)
| Gimnasia y Esgrima La Plata Argentina | 1.ª                 | 2017-18             | 2  | 0 | 0  | 0 | — | — | 2  | 0 |
| Gimnasia y Esgrima La Plata Argentina | 1.ª                 | 2018-19             | 4  | 0 | 3  | 0 | — | — | 7  | 0 |
| Gimnasia y Esgrima La Plata Argentina | 1.ª                 | 2019-20             | 0  | 0 | 1  | 0 | — | — | 1  | 0 |
| Gimnasia y Esgrima La Plata Argentina | 1.ª                 | 2021                | 7  | 0 | 2  | 0 | — | — | 9  | 0 |
| Gimnasia y Esgrima La Plata Argentina | 1.ª                 | 2022                | 12 | 1 | 13 | 0 | — | — | 25 | 1 |
| Gimnasia y Esgrima La Plata Argentina | 1.ª                 | 2023                | 0  | 0 | 0  | 0 | 0 | 0 | 0  | 0 |
| Gimnasia y Esgrima La Plata Argentina | Total               | Total               | 25 | 1 | 19 | 0 | 0 | 0 | 44 | 1 |
| Total en su carrera | Total en su carrera | Total en su carrera | 25 | 1 | 19 | 0 | 0 | 0 | 44 | 1 |
| (1) La copa nacional se refiere a la Copa Argentina, Copa de la Superliga Argentina y Copa de la Liga Profesional . (2) La copa internacional se refiere a la Copa Sudamericana y Copa Libertadores de América. |                     |                     |    |   |    |   |   |   |    |   |